# Saison 2019-2020 du Racing Club de Lens
Maillots
Dernière mise à jour : 13 juin 2019.
Chronologie
Saison précédente Saison suivante

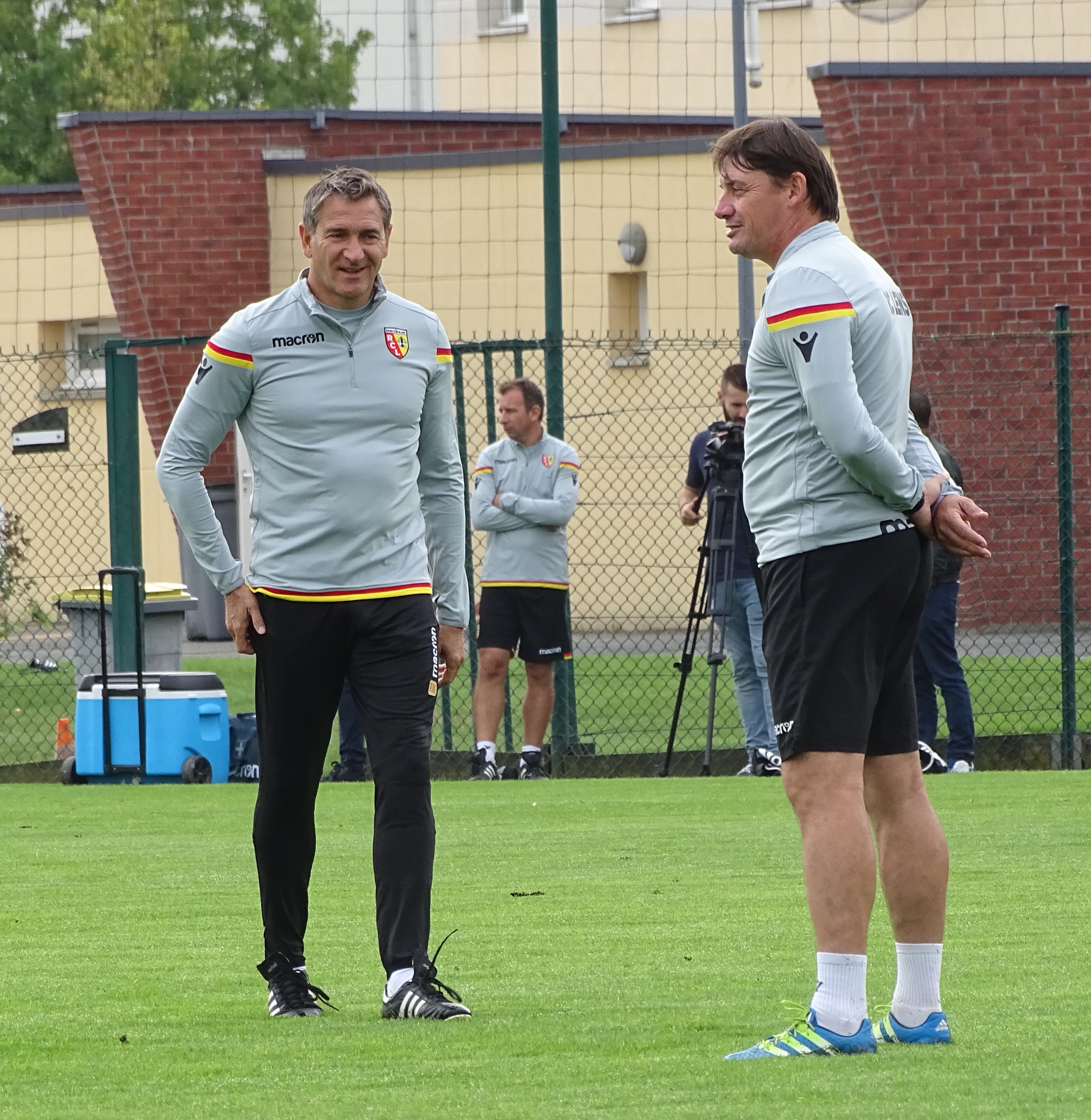
Philippe Montanier et Mickaël Debève, août 2018.

La saison 2019-2020 du Racing Club de Lens, club de  football professionnel français, est la 18e saison du club au sein de la Ligue 2, deuxième division française. C'est la cinquième année consécutive en Ligue 2 depuis 2015. Lors de la saison précédente (2018/2019), le club termine à la cinquième place et échoue en barrages d'accession à la Ligue 1 face au Dijon FCO.
L'actionnaire Joseph Oughourlian de la société Solférino est propriétaire du club depuis 2016. L'équipe est entraînée par Philippe Montanier, en poste depuis 2018. Le 25 février 2020, Le RC Lens annonce avoir suspendu d’activité le technicien et une partie de son staff. Franck Haise, entraîneur de la réserve, prend la suite auprès du groupe professionnel.
Florent Ghisolfi, ancien adjoint de Mickael Landreau à Lorient, prend la succession d'Eric Roy dans un poste de coordinateur sportif.
À l'issue de la 26è journée, à la suite de résultats insuffisants, l'entraîneur sera évincé et remplacé par celui de l'équipe réserve : Franck Haise.
Interrompu après 28 journées, pour cause de pandémie de Covid-19, le championnat est arrêté sur décision de la LFP, entérinant la montée de Lens, alors classé second.

## Avant saison
Le Racing Club de Lens communique que l'équipe reprend les entraînements et la préparation physique le 1er juillet 2019 au centre sportif et technique de la Gaillette à Avion. 
Le club a prévu un stage durant ce mercato estival entre le 6 et 13 juillet aux alentours de Genk en Belgique. Six matchs amicaux sont programmés dont un face au Cercle Bruges KSV.
Durant l'inter-saison, le club offre leurs premiers contrats professionnels à Charles Boli, Corentin Lemaire, Adam Oudjani, Tom Ducrocq et Ryan Merlen.
Le 1er juillet 2019, Philippe Lambert quitte son poste d'adjoint, ce qui relance les rumeurs selon lesquelles Laurent Blanc, dont Lambert était l'adjoint principal, reprendrait un poste d'entraîneur. Le club annonce au passage qu'il ne sera pas remplacé, Mickaël Debève devenant de ce fait l'unique adjoint.

## Effectif professionnel
Note : Les numéros 12 et 17 ont été retirés par le club. En effet, le 12 représente le public lensois et le 17 le numéro que portait Marc-Vivien Foé, mort subitement le 26 juin 2003.
1. ↑  Seule la nationalité sportive est indiquée. Un joueur peut avoir plusieurs nationalités mais n'a le droit de jouer que pour une seule sélection nationale.
2. ↑  Seule la sélection la plus importante est indiquée.

## Tableau des transferts
| Nom                    | Nationalité  | Poste     | Transfert              | Fin du contrat | Provenance/Destination | Division               |
| ---------------------- | ------------ | --------- | ---------------------- | -------------- | ---------------------- | ---------------------- |
| Arrivées               |              |           |                        |                |                        |                        |
| Thomas Vincensini      | France       | Gardien   | Transfert              | 2020           | Valenciennes           | Ligue 2                |
| Cheick Traoré          | France       | Défenseur | Transfert              | 2022           | En avant Guingamp      | Ligue 2                |
| Zakaria Diallo         | France       | Défenseur | Transfert              | 2021           | Impact de Montréal     | MLS                    |
| Jonathan Gradit        | France       | Défenseur | Transfert              | 2022           | Caen                   | Ligue 2                |
| Gaëtan Robail          | France       | Attaquant | Transfert : 1M €       | 2023           | PSG                    | Ligue 1                |
| Florian Sotoca         | France       | Attaquant | Transfert : 1,1M €     | 2022           | Grenoble               | Ligue 2                |
| Tony Mauricio          | France       | Milieu    | Transfert : 1,5M €     | 2023           | Valenciennes           | Ligue 2                |
| Steven Fortes          | Cap-Verdien  | Défenseur | Transfert : 1M €       | 2022           | Toulouse FC            | Ligue 1                |
| Jules Keita            | Guinée       | Attaquant | Transfert              | 2023           | Dijon FCO              | Ligue 1                |
| Yannick Cahuzac        | France       | Milieu    | Libre                  | 2021           | Toulouse FC            | Ligue 1                |
| Manuel Perez           | France       | Milieu    | Libre                  | 2021           | Clermont Foot 63       | Ligue 2                |
| Clément Michelin       | France       | Défenseur | Libre                  | 2022           | Toulouse FC            | Ligue 1                |
| Yann Kembo             | France       | Défenseur | Libre                  | 2023           | Tours FC               | National               |
| Vítor Costa            | Brésil       | Défenseur | Prêt OA                | 2020           | Inter Lages            | Santa Catarina Serie B |
| Jader Valencia         | Colombie     | Attaquant | Prêt OA                | 2021           | Millonarios            | Liga Águila            |
| Bilal Bari             | Maroc        | Attaquant | Retour de prêt         | 2019           | RS Berkane             | Botola Pro             |
| Didier Desprez         | France       | Gardien   | Retour de prêt         | 2020           | JA Drancy              | National               |
| Départs                |              |           |                        |                |                        |                        |
| Mehdi Tahrat           | Algèrie      | Défenseur | Transfert : 1.5M€      | 2021           | Abha Club              | Saudi Premier League   |
| Guillaume Beghin       | France       | Milieu    | Transfert              | 2021           | Boulogne               | National               |
| Souleymane Diarra      | Mali         | Milieu    | Transfert : 1M €       | 2022           | Gazişehir FK           | Süper Lig              |
| Fabien Centonze        | France       | Défenseur | Transfert : 3M €       | 2024           | FC Metz                | Ligue 1                |
| Jean-Ricner Bellegarde | France       | Milieu    | Transfert : 2M €       | 2023           | RC Strasbourg          | Ligue 1                |
| Yannick Gomis          | Sénégal      | Attaquant | Transfert : 3M €       | 2023           | EA Guingamp            | Ligue 2                |
| Jean-Kévin Duverne     | France       | Défenseur | Transfert : 1,6M €     | 2023           | Stade brestois 29      | Ligue 1                |
| Mounir Chouiar         | France       | Attaquant | Transfert : 3,5M €     | 2022           | Dijon FCO              | Ligue 1                |
| Jérémy Vachoux         | France       | Gardien   | Libre                  | 2022           | US Orléans             | Ligue 2                |
| Filip Marković         | Serbie       | Milieu    | Fin de contrat         |                |                        |                        |
| El Hadji Ba            | France       | Milieu    | Résiliation de contrat | 2022           | En avant Guingamp      | Ligue 2                |
| Seif Teka              | Tunisie      | Défenseur | Résiliation de contrat |                |                        |                        |
| Modibo Sagnan          | France       | Défenseur | Fin de prêt            | 2024           | Real Sociedad          | Liga                   |
| Thierry Ambrose        | France       | Attaquant | Fin de prêt            | 2020           | Manchester City        | Premier League         |
| Achraf Bencharki       | Maroc        | Attaquant | Fin de prêt            | 2020           | Al-Hilal               | Saudi Premier League   |
| Grejohn Kyei           | France       | Attaquant | Fin de prêt            | 2020           | Stade de Reims         | Ligue 1                |
| Valentin Belon         | France       | Gardien   | Prêt                   | 2020           | Stade lavallois        | National               |
| Maxence Carlier        | France       | Défenseur | Prêt                   | 2020           | Stade lavallois        | National               |
| Moussa Sylla           | France       | Défenseur | Prêt                   | 2020           | Calcio Padoue          | Serie C                |
| Cyrille Bayala         | Burkina Faso | Attaquant | Prêt                   | 2020           | AC Ajaccio             | Ligue 2                |
| Benjamin Gomel         | France       | Attaquant | Prêt                   | 2020           | SO Cholet              | National               |

| Nom                | Nationalité | Poste     | Transfert       | Fin du contrat | Provenance/Destination | Division           |
| ------------------ | ----------- | --------- | --------------- | -------------- | ---------------------- | ------------------ |
| Arrivées           |             |           |                 |                |                        |                    |
| Corentin Jean      | France      | Milieu    | Prêt            | 2020           | Toulouse FC            | Ligue 1            |
| Départs            |             |           |                 |                |                        |                    |
| Walid Mesloub      | Algérie     | Milieu    | Transfert libre | 2020           | Umm Salal SC           | Qatar Stars League |
| Benjamin Moukandjo | Cameroun    | Attaquant | Transfert libre | 2020           | Valenciennes           | Ligue 2            |
| Maxence Carlier    | France      | Défenseur | Transfert libre | 2020           | Laval                  | National           |
| Arial Mendy        | Sénégal     | Défenseur | Prêt OA         | 2020           | US Orléans             | Ligue 2            |

## Matchs amicaux
| Date            | Horaire | TV | Adversaire         | Lieu                   | Score | Buteur(s) du RCL                           | Buteur(s) adverse                            | Lien               |
| --------------- | ------- | -- | ------------------ | ---------------------- | ----- | ------------------------------------------ | -------------------------------------------- | ------------------ |
| 6 juillet 2019  | 17h     |    | US Boulogne        | Stade de la Libération | 3 - 2 | Cahuzac (16e), Banza (66e sp)              | Garita (6e), Serin (48e), Leonil (83e)       | 3 200 spectateurs  |
| 10 juillet 2019 | 18h     |    | Saint-Trond VV     | Mijnstadion            | 1 - 2 | Gillet (33e), Madri (64e)                  | Balongo (11e)                                |                    |
| 13 juillet 2019 | 18h30   |    | Cercle Bruges      | The Taeye Sportstadion | 1 - 1 | Chouiar (71e)                              | Deuro (53e)                                  |                    |
| 17 juillet 2019 | 19h     |    | Waasland-Beveren   | Stade Degouve          | 3 - 0 | Mauricio (26e), Chouiar (28e), Banza (88e) | -                                            |                    |
| 19 juillet 2019 | 19h     |    | USL Dunkerque      | Stade Rosseel          | 2 - 0 | -                                          | Bosca (45e), Gamboa (59e sp)                 |                    |
| 20 juillet 2019 | 18h     |    | Espanyol Barcelone | Stade Bollaert-Delelis | 1 - 3 | Banza (4e)                                 | Melendo (24e), Ferreyra (37e), Roca (75e sp) | 10 000 spectateurs |

## Championnat de Ligue 2

### Matchs aller
| Date              | Horaire | TV            | Adversaire        | Lieu                   | Score | Buteur(s) du RCL                                            | Buteur(s) adverse(s)              | Affluence          | Lien |
| ----------------- | ------- | ------------- | ----------------- | ---------------------- | ----- | ----------------------------------------------------------- | --------------------------------- | ------------------ | ---- |
| 27 juillet 2019   | 15h00   | beIN Sports 1 | Le Mans           | MMArena                | 1 - 2 | Sotoca (66e), Chouiar (84e)                                 | Moussiti-Oko (33e)                | 17 731 spectateurs |      |
| 3 août 2019       | 15h00   | beIN Sports 1 | En avant Guingamp | Stade Bollaert-Delelis | 2 - 0 | Chouiar (83e), Robail (89e)                                 | -                                 | 28 671 spectateurs |      |
| 10 août 2019      | 15h00   | Canal+ Sport  | Clermont Foot 63  | Stade Gabriel-Montpied | 1 - 1 | Mauricio (88e)                                              | Grbić (60e)                       | 6 304 spectateurs  |      |
| 17 août 2019      | 15h00   | beIN Sports 1 | Le Havre          | Stade Bollaert-Delelis | 1 - 3 | Gillet (46e)                                                | Kadewere (67e, 79e), Bese (84e)   | 29 706 spectateurs |      |
| 24 août 2019      | 15h00   | beIN Sports 1 | ES Troyes AC      | Stade de l'Aube        | 2 - 0 | -                                                           | Kouyaté (45e+2), Pintor (83e)     | 6 492 spectateurs  |      |
| 2 septembre 2019  | 20h45   | Canal+ Sport  | Grenoble Foot 38  | Stade des Alpes        | 2 - 2 | Mauricio (34e sp), Banza (90e+2)                            | Tinhan (26e), Brun (89e)          | 6 651 spectateurs  |      |
| 16 septembre 2019 | 20h45   | Canal+ Décalé | LB Châteauroux    | Stade Bollaert-Delelis | 1 - 0 | Mauricio (56e sp)                                           | -                                 | 21 089 spectateurs |      |
| 21 septembre 2019 | 15h00   | beIN Sports 1 | Caen              | Stade Michel-d'Ornano  | 0 - 2 | Rivierez (30e csc), Banza (83e)                             | -                                 | 11 786 spectateurs |      |
| 28 septembre 2019 | 14h45   | beIN Sports 1 | Paris FC          | Stade Bollaert-Delelis | 2 - 1 | Radovanović (9e), Michelin (28e)                            | Armand (68e)                      | 23 111 spectateurs |      |
| 7 octobre 2019    | 20h45   | Canal+ Sport  | US Orléans        | Stade de la Source     | 1 - 4 | Sotoca (63e), Radovanović (66e), Robail (80e) , Banza (87e) | Lopy (30e)                        | 5 684 spectateurs  |      |
| 21 octobre 2019   | 20h45   | Canal+ Sport  | AJ Auxerre        | Stade Bollaert-Delelis | 0 - 0 | -                                                           | -                                 | 28 592 spectateurs |      |
| 25 octobre 2019   | 20h00   | beIN Sports 2 | AS Nancy-Lorraine | Stade Marcel Picot     | 0 - 0 | -                                                           | -                                 | 12 479 spectateurs |      |
| 2 novembre 2019   | 15h00   | beIN Sports 1 | FC Lorient        | Stade Bollaert-Delelis | 1 - 0 | Mauricio (82e sp)                                           | -                                 | 32 011 spectateurs |      |
| 11 novembre 2019  | 20h45   | Canal+ Sport  | Rodez             | Stadium de Toulouse    | 1 - 2 | Robail (28e, 63e)                                           | Henry (22e)                       | 4 440 spectateurs  |      |
| 23 novembre 2019  | 15h00   | beIN Sports 1 | FC Sochaux        | Stade Bollaert-Delelis | 4 - 0 | Banza (16e), Sotoca (45e), Gillet (48e) , Haïdara (88e)     | -                                 | 25 206 spectateurs |      |
| 29 novembre 2019  | 20h00   | beIN Sports 2 | Valenciennes FC   | Stade du Hainaut       | 2 - 0 | -                                                           | Dos Santos (32e), Chevalier (66e) | 17 415 spectateurs |      |
| 3 décembre 2019   | 20h00   | beIN Sports 2 | FC Chambly        | Stade Bollaert-Delelis | 3 - 0 | Banza (41e, 57e), Robail (69e)                              | -                                 | 29 551 spectateurs |      |
| 14 décembre 2019  | 15h00   | beIN Sports 1 | AC Ajaccio        | Stade François-Coty    | 1 - 2 | Sotoca (57e, 71e)                                           | Laçi (12e)                        | 4 536 spectateurs  |      |
| 21 décembre 2019  | 15h00   | beIN Sports 1 | Chamois niortais  | Stade Bollaert-Delelis | 1 - 0 | Robail (52e)                                                | -                                 | 28 819 spectateurs |      |

### Matchs retour
| Date            | Horaire | TV            | Adversaire        | Lieu                      | Score | Buteur(s) du RCL            | Buteur(s) adverse                                      | Affluence          | Lien |
| --------------- | ------- | ------------- | ----------------- | ------------------------- | ----- | --------------------------- | ------------------------------------------------------ | ------------------ | ---- |
| 18 janvier 2020 | 15h00   | beIN Sports 1 | En avant Guingamp | Stade du Roudourou        | 1 - 1 | Robail (46e)                | M'Changama (90e)                                       | 10 641 spectateurs |      |
| 25 janvier 2020 | 15h00   | beIN Sports 1 | Clermont Foot 63  | Stade Bollaert-Delelis    | 1 - 1 | Jean (71e)                  | Grbić (55e)                                            | 24 625 spectateurs |      |
| 31 janvier 2020 | 20h00   | beIN Sports 2 | Le Havre AC       | Stade Océane              | 0 - 0 | -                           | -                                                      | 10 438 spectateurs |      |
| 4 février 2020  | 20h00   | beIN Sports 2 | ES Troyes AC      | Stade Bollaert-Delelis    | 1 - 0 | Jean (65e)                  | -                                                      | 23 807 spectateurs |      |
| 10 février 2020 | 20h45   | Canal+ Sport  | Grenoble Foot 38  | Stade Bollaert-Delelis    | 0 - 0 | -                           | -                                                      | 23 022 spectateurs |      |
| 17 février 2020 | 20h45   | Canal+ Sport  | LB Châteauroux    | Stade Gaston-Petit        | 3 - 2 | Doucouré (82e), Banza (85e) | Paulin Keny (40e), Fantamady Diarra (65e), Operi (69e) | 7 048 spectateurs  |      |
| 22 février 2020 | 15h00   | beIN Sports 1 | Caen              | Stade Bollaert-Delelis    | 1 - 4 | Jean (11e)                  | Tchokounté (22e pén, 74e), Oniangué (31e pén, 72e)     | 27 711 spectateurs |      |
| 2 mars 2020     | 20h45   | Canal+ Sport  | Paris FC          | Stade Charléty            | 0 - 2 | Sotoca (37e, 47e)           | -                                                      | 6 439 spectateurs  |      |
| 9 mars 2020     | 20h45   | Canal+ Sport  | US Orléans        | Stade Bollaert-Delelis    | 1 - 0 | Sotoca (50e pén)            | -                                                      | 0 spectateur       |      |
| 14 mars 2020    |         |               | AJ Auxerre        | Stade de l'Abbé-Deschamps |       |                             |                                                        |                    |      |
| 23 mars 2020    |         |               | AS Nancy-Lorraine | Stade Bollaert-Delelis    |       |                             |                                                        |                    |      |
| 4 avril 2020    |         |               | FC Lorient        | Stade du Moustoir         |       |                             |                                                        |                    |      |
| 10 avril 2020   |         |               | Rodez             | Stade Bollaert-Delelis    |       |                             |                                                        |                    |      |
| 17 avril 2020   |         |               | FC Sochaux        | Stade Auguste-Bonal       |       |                             |                                                        |                    |      |
| 21 avril 2020   |         |               | Valenciennes FC   | Stade Bollaert-Delelis    |       |                             |                                                        |                    |      |
| 24 avril 2020   |         |               | FC Chambly        | Stade Pierre-Brisson      |       |                             |                                                        |                    |      |
| 1er mai 2020    |         |               | AC Ajaccio        | Stade Bollaert-Delelis    |       |                             |                                                        |                    |      |
| 8 mai 2020      |         |               | Chamois niortais  | Stade René-Gaillard       |       |                             |                                                        |                    |      |
| 15 mai 2020     |         |               | Le Mans           | Stade Bollaert-Delelis    |       |                             |                                                        |                    |      |

### Classement général
Source : Classement officiel sur le site de la LFP.
| Rang | Équipe                 | Pts | J  | G  | N  | P  | Bp | Bc | Diff |
| ---- | ---------------------- | --- | -- | -- | -- | -- | -- | -- | ---- |
| 1    | FC Lorient             | 54  | 27 | 17 | 3  | 7  | 45 | 24 | +21  |
| 2    | RC Lens                | 50  | 27 | 14 | 8  | 5  | 38 | 24 | +14  |
| 3    | ESTAC Troyes           | 50  | 27 | 16 | 2  | 9  | 33 | 24 | +9   |
| 4    | AC Ajaccio             | 49  | 27 | 14 | 7  | 6  | 37 | 22 | +15  |
| 5    | Clermont Foot 63       | 47  | 27 | 13 | 8  | 6  | 33 | 25 | +8   |
| 6    | Le Havre AC            | 41  | 27 | 10 | 11 | 6  | 37 | 25 | +12  |
| 7    | EA Guingamp R          | 39  | 27 | 10 | 9  | 8  | 39 | 31 | +8   |
| 8    | Valenciennes FC        | 39  | 27 | 10 | 9  | 8  | 21 | 19 | +2   |
| 9    | Grenoble Foot 38       | 35  | 27 | 7  | 14 | 6  | 26 | 26 | 0    |
| 10   | AJ Auxerre             | 34  | 27 | 8  | 10 | 9  | 31 | 29 | +2   |
| 11   | SM Caen R              | 34  | 27 | 8  | 10 | 9  | 32 | 32 | 0    |
| 12   | FC Sochaux-Montbéliard | 34  | 27 | 8  | 10 | 9  | 28 | 28 | 0    |
| 13   | FC Chambly P           | 34  | 27 | 9  | 7  | 11 | 24 | 30 | -6   |
| 14   | AS Nancy-Lorraine      | 33  | 27 | 6  | 15 | 6  | 26 | 25 | +1   |
| 15   | LB Châteauroux         | 31  | 27 | 8  | 7  | 12 | 20 | 37 | -17  |
| 16   | Rodez AF P             | 29  | 27 | 7  | 8  | 12 | 29 | 33 | -4   |
| 17   | Paris FC               | 27  | 27 | 7  | 6  | 14 | 21 | 39 | -18  |
| 18   | Chamois niortais       | 25  | 27 | 6  | 7  | 14 | 29 | 40 | -11  |
| 19   | Le Mans FC P           | 25  | 27 | 7  | 4  | 16 | 28 | 43 | -15  |
| 20   | US Orléans             | 19  | 27 | 4  | 7  | 16 | 21 | 42 | -21  |

Promotions et relégations
- Promotion en Ligue 1 2020-2021
- Barrages de promotion en Ligue 1
- Barrages de relégation en National
- Relégation en National 2020-2021

Abréviations
- P : Promu de National 2018-2019
- R : Relégué de Ligue 1 2018-2019

### Évolution du classement
Le tableau suivant récapitule le classement au terme de chacune des journées définies par le calendrier officiel, les matchs joués en retard sont pris en compte la journée suivante. Les colonnes « Journées promouvable/relégable » incluent les places de barragiste.
| Journées → | 1 | 2 | 3 | 4 | 5  | 6  | 7  | 8 | 9 | 10 | 11 | 12 | 13 | 14 | 15 | 16 | 17 | 18 | 19 | 20 | 21 | 22 | 23 | 24 | 25 | 26 | 27 | 28 | 29                 | 30                 | 31                 | 32                 | 33                 | 34                 | 35                 | 36                 | 37                 | 38                 | Journées promouvable | Journées relégable |
|            |   |   |   |   |    |    |    |   |   |    |    |    |    |    |    |    |    |    |    |    |    |    |    |    |    |    |    |    |                    |                    |                    |                    |                    |                    |                    |                    |                    |                    |                      |                    |
| ---------- | - | - | - | - | -- | -- | -- | - | - | -- | -- | -- | -- | -- | -- | -- | -- | -- | -- | -- | -- | -- | -- | -- | -- | -- | -- | -- | ------------------ | ------------------ | ------------------ | ------------------ | ------------------ | ------------------ | ------------------ | ------------------ | ------------------ | ------------------ | -------------------- | ------------------ |
| Lens       | 5 | 3 | 3 | 7 | 11 | 12 | 10 | 6 | 3 | 2  | 2  | 2  | 1  | 1  | 1  | 2  | 2  | 2  | 1  | 2  | 2  | 2  | 2  | 2  | 2  | 3  | 2  | 2  | Championnat arrêté | Championnat arrêté | Championnat arrêté | Championnat arrêté | Championnat arrêté | Championnat arrêté | Championnat arrêté | Championnat arrêté | Championnat arrêté | Championnat arrêté | 23                   |                    |

## Coupe de France
| Date                    | Horaire | TV               | Adversaire  | Lieu                   | Score     | Buteur(s) du RCL                | Buteur(s) adverse      | Affluence | Lien |
| ----------------------- | ------- | ---------------- | ----------- | ---------------------- | --------- | ------------------------------- | ---------------------- | --------- | ---- |
| Samedi 16 novembre 2019 | 17h00   |                  | US Boulogne | Stade Bollaert-Delelis | 3 - 1 a.p | Perez (53e), Keita (107e, 110e) | Id Azza (76e)          |           |      |
| Samedi 7 décembre 2019  | 13h45   | France 3 Régions | FC Dieppe   | Stade Jean Dasnias     | 2 - 1     | Moukandjo (61e)                 | Etamé (3e), Hénoc (8e) |           |      |

## Coupe de la Ligue
| Date                  | Horaire | TV           | Adversaire       | Lieu                   | Score           | Buteur(s) du RCL               | Buteur(s) adverse                                       | Affluence          | Lien |
| --------------------- | ------- | ------------ | ---------------- | ---------------------- | --------------- | ------------------------------ | ------------------------------------------------------- | ------------------ | ---- |
| Mardi 13 août 2019    | 21h05   | Canal+ Sport | ESTAC Troyes     | Stade de l'Aube        | 1 - 2           | Sene (75e), Banza (84e)        | Kouyaté (10e)                                           | 3 160 spectateurs  |      |
| Mardi 27 août 2019    | 21h05   | Canal+ Sport | Clermont Foot 63 | Stade Bollaert-Delelis | 2 - 2 (4 tab 3) | Sotoca (43e), Mesloub (61e sp) | Rajot (12e), González (48e)                             | 11 909 spectateurs |      |
| Mardi 29 octobre 2019 | 18h45   | Canal+ Sport | Nîmes Olympique  | Stade des Costières    | 3 - 0           | -                              | Sene (24e csc), Sainte-Luce (39e), Stojanovski (87e sp) | 6 284 spectateurs  |      |

## Lien
1. ↑  https://www.madeinlens.com/actualite-rclens/saison-2018-2019/rc-lens/49249-florent-ghisolfi-nouveau-coordinateur-sportif-du-rc-lens.html
2. ↑  L'entraîneur de Lens Philippe Montanier écarté et remplacé par Franck Haise
3. ↑  Le classement final de la Ligue 2 pour la saison 2019-2020
4. ↑  « Ligue 2: Un stage de préparation d’une semaine en Belgique pour le RC Lens », sur LA VDN, 4 juin 2019 (consulté le 10 juin 2019)
5. ↑  « Premier contrat pro pour Charles Boli », sur rclens.fr, 15 mai 2019 (consulté le 5 avril 2023).
6. ↑  « Premier contrat pro pour Corentin Lemaire », sur rclens.fr, 23 mai 2019 (consulté le 5 avril 2023).
7. ↑  « Premier contrat pro pour Adam Oudjani », sur rclens.fr, 29 mai 2019 (consulté le 5 avril 2023).
8. ↑  « Premier contrat pro pour Tom Ducrocq », sur rclens.fr, 31 mai 2019 (consulté le 5 avril 2023).
9. ↑  « RC Lens - Ryan Merlen signe pro ! - MaLigue2 », sur MaLigue2, 26 juin 2019 (consulté le 2 août 2020).
10. ↑  « Le RC Lens et Philippe Lambert se séparent - MaLigue2 », sur MaLigue2, 1er juillet 2019 (consulté le 2 août 2020).
11. ↑  « Officiel : Thomas Vincensini rejoint le RC Lens - MaLigue2 », sur MaLigue2, 18 juin 2019 (consulté le 2 août 2020).
12. ↑  « Cheick Traoré : « Quand le RC Lens m’a contacté, j’ai tout de suite sauté sur l’occasion » - Lensois.com », sur Lensois.com, 21 août 2019 (consulté le 2 août 2020).
13. ↑  « Transferts : Zakaria Diallo (Impact Montréal) signe à Lens - Foot - Transferts », sur lequipe.fr, L'Équipe, 14 août 2019 (consulté le 2 août 2020).
14. ↑  « Lens : Gradit passe de Caen aux Sang et Or », sur Football.fr, 20 août 2019 (consulté le 2 août 2020).
15. ↑  « Officiel : Gaëtan Robail (PSG) rejoint le RC Lens - MaLigue2 », sur MaLigue2, 19 juin 2019 (consulté le 2 août 2020).
16. 1 2 3 4  « Officiel - Quatre nouvelles recrues au RC Lens ! », sur www.madeinfoot.com (consulté le 2 août 2020).
17. ↑  « Officiel : Tony Mauricio s'engage avec le RC Lens - MaLigue2 », sur MaLigue2, 12 juin 2019 (consulté le 2 août 2020).
18. ↑  Sébastien Noé, « Ligue 2 : Steven Fortes trois ans à Lens », La Voix du Nord,‎ 14 juin 2019 (lire en ligne, consulté le 2 août 2020).
19. ↑  « Officiel : Jules Keita, dit Baba Neymar, signe à Lens - MaLigue2 », sur MaLigue2, 2 septembre 2019 (consulté le 2 août 2020).
20. ↑  « Un contrat de 4 ans pour Yann Kembo au RC Lens - Lensois.com », sur Lensois.com, 16 juillet 2019 (consulté le 2 août 2020).
21. ↑  YF, « Mercato : le RC Lens recrute Vitor Costa, défenseur latéral brésilien », sur francetvinfo.fr, France 3 Hauts-de-France, 27 juin 2019 (consulté le 2 août 2020).
22. ↑  « Lens se fait prêter Jader Valencia pour deux saisons », sur Football 365, 24 juillet 2019 (consulté le 2 août 2020).
23. ↑  « Officiel : Mehdi Tahrat quitte le RC Lens - MaLigue2 », sur MaLigue2, 30 juillet 2019 (consulté le 2 août 2020).
24. ↑  « [Officiel] Guillaume Beghin quitte définitivement le RC Lens pour l'USBCO - Lensois.com », sur Lensois.com, 5 août 2019 (consulté le 2 août 2020).
25. ↑  « Transferts : Souleymane Diarra (Lens) signe au Gazisehir Gaziantep FK - Foot - Transferts », sur lequipe.fr, L'Équipe, 3 août 2019 (consulté le 2 août 2020).
26. ↑  « [Officiel] Fabien Centonze transféré du RC Lens vers Metz - Lensois.com », sur Lensois.com, 11 juin 2019 (consulté le 2 août 2020).
27. ↑  https://www.madeinlens.com/actualite-rclens/saison-2018-2019/a-la-une/49696-jean-ricner-bellegarde-transfere-du-rc-lens-a-strasbourg.html
28. ↑  « [Officiel] Yannick Gomis quitte le RC Lens et rejoint Guingamp - Lensois.com », sur Lensois.com, 29 août 2019 (consulté le 2 août 2020).
29. ↑  « Transferts : Jean-Kévin Duverne quitte Lens pour Brest (officiel) - Foot - Transferts », sur lequipe.fr, L'Équipe, 2 septembre 2019 (consulté le 2 août 2020).
30. ↑  « Transferts : Mounir Chouiar (Lens) en route pour Dijon - Foot - Transferts », sur lequipe.fr, L'Équipe, 2 septembre 2019 (consulté le 2 août 2020).
31. ↑  « Transferts : Jérémy Vachoux (Lens) va s'engager à Orléans pour la saison prochaine - Foot - Transferts », sur lequipe.fr, L'Équipe, 25 janvier 2019 (consulté le 2 août 2020).
32. ↑  « El-Hadji Ba : « Je n’ai jamais triché en portant ce maillot » - Lensois.com », sur Lensois.com, 22 août 2019 (consulté le 2 août 2020).
33. ↑  « Expatriés : Seif Teka résilie son contrat avec RC Lens - Sport By TN », sur Sport By TN, 2 septembre 2019 (consulté le 5 avril 2023).
34. 1 2  « Valentin Belon, Maxence Carlier et Guillaume Beghin bientôt prêtés par le RC Lens ? - Lensois.com », sur Lensois.com, 15 juillet 2019 (consulté le 2 août 2020).
35. ↑  « [Officiel] Moussa Sylla prêté par le RC Lens à Padoue - Lensois.com », sur Lensois.com, 27 août 2019 (consulté le 2 août 2020).
36. ↑  « [Officiel] Attaquant du RC Lens, Cyrille Bayala prêté à l'AC Ajaccio - Lensois.com », sur Lensois.com, 22 juillet 2019 (consulté le 2 août 2020).
37. ↑  « [Officiel] Benjamin Gomel prêté par le RC Lens à Cholet - Lensois.com », sur Lensois.com, 10 août 2019 (consulté le 2 août 2020).
38. ↑  Lens : un huis clos dans l'urgence à Bollaert pour la réception d'Orléans